# Wàssil ibn Atà
Wàssil ibn Atà (àrab: واصل بن عطاء, Wāṣil ibn ʿAṭāʾ) (Península aràbiga, volts del 700 - 748) va ser un important teòleg i jurista musulmà, considerat el fundador de l'escola mutazilita del pensament islàmic.
Va començar estudiant amb Abd-Al·lah ibn Muhàmmad ibn al-Hanafiyya, net del califa Alí ibn Abi Tàlib. Després va viatjar a Bàssora per estudiar amb el narrador de hadits (tabií) al-Hàssan al-Basrí. Allà va començar a desenvolupar les idees que durien a la creació del mutazilisme, o la teologia especulativa característica de l'islam.